# Gerard van Groesbeeck

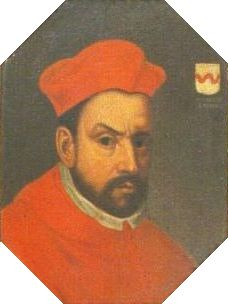
Kardinal Gerard van Groesbeeck (Gemäldeauschnitt)

Gerard van Groesbeeck (* 1517 auf der Burg Curingen bei Hasselt; † 23. Dezember 1580) war ein Kardinal der Römischen Kirche.

## Leben

Groesbeecks Kardinalswappen (modernes Schema)

Er stammte aus dem niederdeutschen Geschlecht der Freiherren von Groesbeek, die im Herzogtum Geldern begütert waren. Namensvarianten sind Gérard de Groesbeeck, Geeraard Van Groesbeek und Gérard de Groisbeck; der Nachname findet sich auch als Groëbeck und als Grousbroeck.
Zunächst war er Domkapitular in Aachen, später Kapitular und Dekan des Kathedralstifts in Lüttich. Ab März 1562 Koadjutor von Bischof Robert de Berghes, wurde er am 11. April 1564 zum Administrator der Diözese Lüttich gewählt. Am 5. Juni desselben Jahres erfolgte die Wahl durch das Kathedralkapitel zum Bischof von Lüttich, die am 23. Februar 1565 vom Papst bestätigt wurde. Die Bischofsweihe spendete ihm am 20. Mai 1565 in der Abtei Herckenrode Gregorius Silvius OP, Weihbischof in Lüttich.
Er war bekannt dafür, den aus den benachbarten Niederlanden sich ausbreitenden Protestantismus äußerst hart zu bekämpfen. So ließ er u. a. die Aufstände in Hasselt, Maaseik und Maastricht im Jahre 1567 niederschlagen. Im Jahre 1576 wurde er zum Fürstabt von Malmedy und Stablo erwählt.
Papst Gregor XIII. erhob ihn im Konsistorium vom 21. Februar 1578 zum Kardinal und ernannte ihn zum Kardinalpriester. Van Groesbeeck reiste jedoch nie nach Rom, um Kardinalshut und Titelkirche zu empfangen.
Er starb am Tag vor Heiligabend 1580 und wurde in der Kathedrale von Lüttich beigesetzt.